# Sedam prinčeva pakla
Sedam prinčeva pakla, prema kršćanskoj demonologiji sedam vodećih demona u paklu. Povezuje ih se sa sedam smrtnih grijeha, a analogno njima postoji također sedam arkanđela i sedam kreposti ili vrlina.
Jedan od najstarijih poznatih podjela na sedam prinčeva pakla nalazi se u djelu The Lanterne of Light iz 1410. godine, koje se često pripisuje engleskom skolastičkom filozofu Johnu Wycliffeu (1320. – 1384.) u kojem se po jedan od smrtnih grijeha pridaje po jednom demonu, koji pomoću tog grijeha dovodi ljude u iskušenje. Taj popis glasi:
1. Lucifer - ponos
2. Belzebub - zavist
3. Sotona - bijes
4. Abadon - lijenost
5. Mamon - pohlepa
6. Belfegor - proždrljivost
7. Asmodej - požuda

Također poznati popis sedam prinčeva pakla donosi 1589. godine njemački biskup i teolog Peter Binsfeld (o. 1540. - o. 1600.) u djelu "Rasprava o ispovjedima zlotvora i vještica" (lat. Tractatus de confessionibus maleficorum & Sagarum an et quanta fides iis adhibenda sit.) u kojem donosi popis sedam demona i njima pripadajućih sedam smrtnih grijeha:
1. Lucifer - ponos
2. Mamon - pohlepa
3. Asmodej - požuda
4. Levijatan - zavist
5. Belzebub - proždrljivost
6. Sotona - bijes
7. Belfegor - lijenost